# Omnes manet una nox
 Omnes manet una nox лат. (изговор: омнес манет уна нокс). Све очекује једна ноћ. (Хорације)

## Поријекло изреке
Изрекао у првом вијеку п. н. е. Квинт Хорације Флак лат. Quintus Horatius Flaccus највећи римски лирски пјесник током владавине Октавијана Августа .

## Значење
Све живо извјесно чека једна ноћ. Смрт. Она је саставни, незаобилазни и необориви доказ живота.

## Више
Смрт је апсолутнa виша сила (лат. vis major). Неизбјежна, неминовна и извјесна. Хад је бог смрти у  многобожном  „  Пантенону“ Олимпу код  старих Грка. Грчка  митологија се опсежно бави овом темом. Многобрјне легенде потврђују забринутост и озбиљност којом се посвећују смрти.  Сизиф вара бога Хада и моли га да дозволи да на кратко изађе из долине смрти и казни супругу која га није  сахранила по канонима. Хад му дозволи али се овај не врати. Хад га враћа у подземље али и кажњава да сваког јутра гура огрмну стијену уз стрмо брдо и да се, када у ноћи стигне до врха, стијена  скотрља до мјеста одакле је и покренуо. Тако Сизиф свакога јутра, бесконачно дуго, кoлико је свијета и вијека, понавља ову радњу. Хад га је казнио. Смрти се не може побјећи.
Када је Орфејева лијепа жена  Еуридика трагично настрадала,  Орфеј, најбољи свирач лире, попут Андрићеве Аске што разњежи вука, оде у подземље смрти, код бога Хада, у намјери да га омекша музиком. Успут занесе чувара подземног свијета, троглаву неман од пса Кербера те га овај пропусти. Сврирком и причом о Еуридики натјера и сузу у оку злогласном богу Хаду па му овај дозволи да поведе са собмом Еуридику али под услов  да се  све вријеме пута овај не окрене да види да ли она иде за њим. При самом изласку, Орфеј се ипак  окрену пошто више није чуо Еуридикине кораке. Тог момента, бог Хад врати Еуридику у подземље. Ни Орфеј, ни музика нису успјели против непоткупљиве смрти. 
На крају  Хришћанство -   Исус Христ, из, за ову тему неважних разлога, убаци бога Хада у језеро смрти и уби га. Тако и бог смрти Хад поста смртан и дефинитивно доказа да је смрт универзална и највиша сила.